# Microrégion de Cantagalo-Cordeiro
Pour les articles homonymes, voir Cordeiro (homonymie).
A microrégion de Cantagalo-Cordeiro est une des microrégions de l'État de Rio de Janeiro appartenant à la mésorégion du Centre Fluminense. Elle couvre une aire de 1 262 km2 pour une population de 60 737 habitants (IBGE 2005) et est divisée en quatre municipalités.

## Microrégions limitrophes
- Nova Friburgo
- Três Rios
- Santa Maria Madalena
- Santo Antônio de Pádua

## Municipalités[1]
- Cantagalo
- Carmo
- Cordeiro
- Macuco